# Tenemu
Tenemu repräsentierte in den Sargtexten des Mittleren Reiches als Bestandteil des Urchaos neben der Finsternis Kuk und der Endlosigkeit Huh die Gottheit der „Wegelosigkeit“. Sie bildete mit ihrem Gemahl Tenem zunächst ein Götterpaar in der Achtheit von Hermopolis. Später wurden sie ersetzt durch Amun und Amaunet, die das Verborgene symbolisierten.
Die Funktion von Tenemu wird im „Schu-Buch“ beschrieben: „Schu ist umhüllt mit dem Lebenshauch der Kehle des Phönix am Tag, als Atum entstand in Heh, Nu, Keku und Tenemu. Die Feldergöttin bindet Schu in Tenemu.“